# Никанор (Юхимюк)
Архиепи́скоп Никано́р (в миру Никола́й Ива́нович Юхимю́к; 28 августа 1935, село Пашевая — 4 апреля 1997, Каменец-Подольский) — епископ Русской и Чехословацкой православных церквей, архиепископ Каменец-Подольский и Городокский.

## Биография
Родился 28 августа 1935 года в селе Пашевая в семье крестьянина.
С 1952 года после окончания средней школы работал в Луцке на заводе. В 1954—1957 годы служил в Советской Армии.
В 1957 году поступил в Волынскую духовную семинарию, которую окончил в 1961 году. В том же году поступил в Московскую духовную академию.

### Священнослужитель
В 1963 году по окончании первого курса Московской духовной академии епископом Волынским и Ровенским Мефодием (Мензаком) рукоположён во диакона и перешёл на заочное отделение.
19 июля 1965 года епископом Черновицким и Буковинским Мефодием (Мензаком) рукоположён во пресвитера к Иоанно-Зластоустовскому храму в селе Мигово Вижницкого района Черновицкой области.
2 февраля 1967 года в Свято-Троицкой Лавре пострижен в монашество с именем Никанор в честь апостола Никанора от семидесяти.
В том же году назначен настоятелем Свято-Николаевского храма в посёлке Путила Черновицкой области, в 1968 году — настоятелем Вознесенского храма в селе Лужаны Кицманского района Черновицкой области.
В 1969 году окончил Московскую духовную академию. За сочинение по кафедре литургики «История освящения мира и чины миропомазания на Руси» удостоен степени кандидата богословия.
В 1969 году епископом Черновицким и Буковинским Феодосием (Процюком) назначен настоятелем Свято-Николаевского кафедрального собора в Черновцах.
В 1970 году удостоен сана игумена. В 1975 году награждён палицей, в 1979 году — крестом с украшениями.

### Епископ Подольский
16 ноября 1979 года постановлением Священного Синода Русской православной церкви игумену Никанору определено быть епископом Подольским, викарием Московской епархии.
25 ноября 1979 года возведён в сан архимандрита.
29 ноября 1979 года в Троице-Сергиевой Лавре состоялось его наречение во епископа Подольского. 30 ноября 1979 года в Трапезном храме Лавры хиротонисан во епископа Подольского. Хиротонию совершали Патриарх Пимен, митрополит Дорофей (Филип), митрополит Одесский и Херсонский Сергий (Петров), епископ Черновицкий и Буковинский Варлаам (Ильющенко) и епископ Солнечногорский Илиан (Востряков).

### Служение в Чехословакии
После хиротонии направлен по просьбе митрополита Дорофея в юрисдикцию Чехословацкой православной Церкви. 12 апреля 1980 года в православном кафедральном храме в Михаловцах состоялось заседание Епархиального собрания Михаловской епархии, которое единогласно приняло за предлагаемого кандидата епископа Никанора в качестве епископа Михаловского. 13 апреля того же года состоялась его интронизация.

20 ноября 1982 года переведён на Оломоуцкую и Брненскую епархию, которая на тот момент вдовствовала с 1959 года так как власти препятствовали назначению архиерея. Благодаря своеобразной харизме и смелости в отношениях с властями получил необходимые материальные возможности для выполнения епископских обязанностей. Смог увеличить бюджет епархии, и инициировал проведение капитального ремонта в кафедральном соборе святого Горазда в Оломоцуе, планировал реставрацию старых и строительство новых храмов. Как отмечал его преемник на Оломоцкой кафедре Христофор (Пулец): «Он восстановил эту епархию. Он сумел добиться того, что из епархиального дома жители были расселены в другие здания, и создал хорошие условия для архиерейского служения. Когда я приехал на кафедру, то была даже квартира. А раньше квартиры не было, и владыка Никанор первое время жил в гостинице. Он очень пострадал за Православие. В то время в Оломоуце пребывал большой контингент советских войск, среди которых было много верующих. Но были и такие, которые не были крещены. И он начал крестить солдат и офицеров. Этим заинтересовалось КГБ, и его вынудили уйти».

### Служение на Украине
6 июля 1989 года решением Священного Синода определил: епископа Никанора (Юхимюка), находившегося с 16 ноября 1979 года в юрисдикции Православной Чешской Церкви и получившего 29 ноября 1987 года от Блаженнейшего митрополита Пражского и всей Чехословакии Дорофея отпускную грамоту, принять в юрисдикцию Русской Православной Церкви и назначить епископом Сумским и Ахтырским. До этого Сумская епархия с 1961 года временно управлялась Черниговскими архиереями.
С 22 июня 1993 года — архиепископ Каменец-Подольский и Городокский.
Скончался 4 апреля 1997 года в городе Каменец-Подольский Хмельницкой области. Погребен на родине в селе Пашевая Ровенской области.